# Augusto Fogliardi
Augusto Fogliardi (* 27. September 1818 in Marseille; † um 1890 in der Türkei), heimatberechtigt in Melano, war ein Schweizer Politiker. Von 1852 bis 1854 sowie im Jahr 1863 gehörte er dem Nationalrat an, 1864 dem Ständerat.

## Biografie
Fogliardi war der Sohn eines Rechtsanwalts. Er folgte dem Beispiel seines Vaters und absolvierte an der Universität Zürich ein Rechtsstudium. Ab 1847 war er selbst als Rechtsanwalt tätig. Im Militär hatte er zuletzt den Rang eines Obersten inne. Fogliardi vertrat radikalliberale Ansichten und wurde 1844 in den Grossen Rat des Kantons Tessin gewählt, dem er bis 1855 angehörte.
Im Juni 1852 kandidierte er bei einer Nachwahl im Wahlkreis Tessin-Süd mit Erfolg um den Sitz des verstorbenen Benigno Soldini, bei den Nationalratswahlen 1854 verzichtete er auf die Wiederwahl. Von 1861 bis 1863 gehörte er erneut dem Tessiner Grossen Rat an. Bei einer weiteren Nachwahl im Dezember 1862 zog er zum zweiten Mal in den Nationalrat ein, um zehn Monate später erneut zurückzutreten. 1863 reiste Fogliardi in offiziellem Auftrag des Bundesrates in die Vereinigten Staaten (also während des Sezessionskriegs). Als Schweizer Beobachter wurde er unter anderem Zeuge der Schlacht von Gettysburg und traf Präsident Abraham Lincoln. 
Der Grosse Rat bestimmte ihn für das Jahr 1864 zu einem der Tessiner Vertreter im Ständerat. Im selben Jahr kandidierte er ohne Erfolg als Bundesrat.